# بعد المطر (مانغا)
بعد المطر ( كوي وا أميأغاري نو يو ني 恋は雨上がりのように ، حرفيًّا  "الحب مثل ما بعد المطر") هي سلسلة مانغا يابانية مكتوبة ومصورة من قبل جون مايوزوكي. بدأت السلسلة تسلسلها في شوغاكوكان في مجلّة  بيغ كوميك سبيرايتس الشهرية عام 2014، قبل أن تنتقل إلى مجلة  بيغ كوميك سبيرايتس الأسبوعية في عام 2016. نُشر سبع مجلدات، مع ثمانية مجلدات التي صُدِرت في 12 يوليو 2017. أعلن عن الأنمي الذي بدأ عرضه في 12 يناير 2018 على تلفزيون فوجي، ضمن كُتلة البرمجة نويتامينا. أيضًا أُعلن عن فيلم لايف الذي سيصدر في 25 ماي 2018.

## القصة
بعد المطر تحكي قصة أكيرا تاتشيبانا، وهيّ طالبة في المدرسة الثانوية وتعمل بدوامٍ جزئي في مطعم عائلي، والتي وقعت في الحب مع مديرها مسامي كوندو البالغ خمسة وأربعين عامًا، وهو مطلق ولهُ ابن صغير. أكيرا تُناضل من أجل تحديد السّبب في أنّ لها مشاعر تجاه مسامي، شيئًا فشيئًا بدأت علاقتهما بالتحسّن، إلى أن قرّرت ذات يومٍ الإفصاح لهُ عن مشاعرها.

## الشخصيات
أكيرا تاتشيبانا (橘 あきら Tachibana Akira)
أداء صوتي: سايومي واتابي
شابّة تبلغ 17 سنة، طالبة في المدرسة الثانوية وهي صعبة التعبير والتي تجعل العديد من الناس يحذرون قليلا منها. كانت جزءًا من مسار الفريق قبل أن تُصيب في ساقها مجبرةً بالتخلّي على سباق التتابع. بعد ذلك سقطت في الاكتئاب، التقت كوندو الذي تعمل عنده في مطعم عائلي وتصرفّ معها بطريقة ودّية، حينئذٍ بدأتْ مشاعرها تجاهه.
مسامي كوندو (近藤 正己 Kondō Masami)
أداء صوتي: هيرواكي هيراتا
رجل ذو 45 سنة ومدير مطعم عائلي. نوعًا ما خجول، فهو كثيرا ما انتقد من قبل موظفيه لكونه ضعيف جدًّا. هو مطلق ولديه ابن صغير. ففي البداية كانت أكيرا تحدّقُ فيه مُعتقدًا أنّها تكرهه، في حين أنها في الواقع مجرد تَحديق الحبّ. وهوايته قراءة كتب «الأدب النقي».
هاروكا كيان (喜屋武 はるか Kyan Haruka)
أداء صوتي: إمي مياجيما
صديقة أكيرا في مسار فريق سباق التتابع، والتي لا تزال تقاوم من أجل الحفاظ على صداقتهما بعد إصابة أكيرا.
يوي نيشيدا (西田 ユイ Nishida Yui)
أداء صوتي: هاروكا فوكوهارا
زميلة أكيرا في طاقم مطعم، التي لديها شعر أشقر وشخصية مرحة. فإنه يُكشف على أنها معجبة يوشيزاوا.
ريوسوكي كاسي (加瀬 亮介 Kase Ryōsuke)
أداء صوتي: تومواكي ماونو
الشيف في المطعم، والذي كان يهتمّ لأمر أكيرا. عندما علم عن أكيرا أنها معجبة بكوندو، فحاول ابتزازها من أجل الحفاظ على سرها.
تاكاشي يوشيزاوا (吉澤 タカシ Yoshizawa Takashi)
أداء صوتي: جونيا إكيدا
زميل أكيرا الذي يتغزّل بها. وهو يعمل أيضا على مطعم مع أكيرا بدوامٍِ جزئي.

## وسائل الإعلام

### المانغا
| رقم | تاريخ الإصدار   | ردمك                   |
| --- | --------------- | ---------------------- |
| 1   | 09 يناير 2015.  | ISBN 978-4-09-186728-5 |
| 2   | 10 أبريل 2015.  | ISBN 978-4-09-186868-8 |
| 3   | 11 سبتمبر 2015. | ISBN 978-4-09-187200-5 |
| 4   | 12 يناير 2016.  | ISBN 978-4-09-187417-7 |
| 5   | 10 يونيو 2016.  | ISBN 978-4-09-187629-4 |
| 6   | 12 أكتوبر 2016. | ISBN 978-4-09-187798-7 |
| 7   | 10 مارس 2017.   | ISBN 978-4-09-189389-5 |
| 8   | 12 يوليو 2017.  | ISBN 978-4-09-189546-2 |
| 9   | 10 نوفمبر 2017. | ISBN 978-4-09-189656-8 |
| 10  | 27 أبريل 2018   | ISBN 978-4-09-189793-0 |

### أنمي

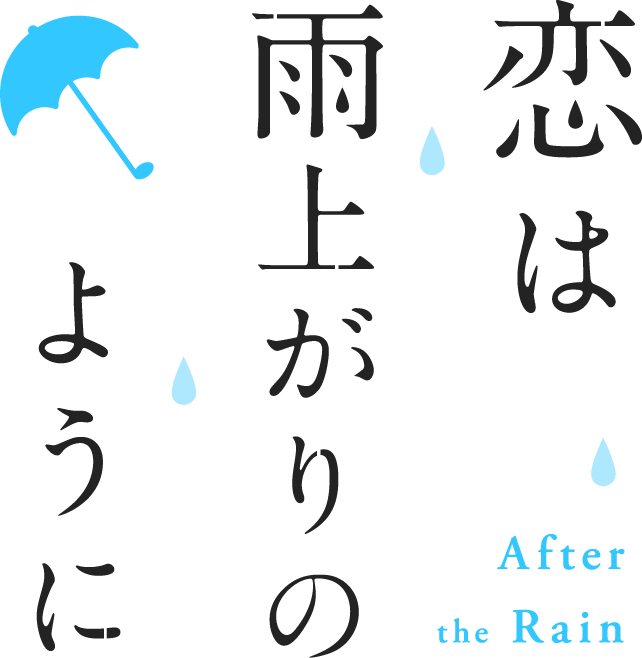
شعار سلسلة الأنمي

أُعلنَ عن سلسلة أنمي في مارس 2017. من إخراج أيومو واتانابي وكتابة ديكو اكاو، من إنتاج ويت استوديو، وتصاميم الشخصيات من قبل يوكا شيباتا وكذلك الموسيقى من تلحين ريو يوشيماتا. أُغنية البداية «حنين هُطول المطر» من غناء تشيكو مع هاني ووركس، في حين أنّ أغنية النهاية "Ref: rain" من قبل ايمير.
عُرض الأنمي لأوّل مرّة في 12 يناير 2018 على تلفزيون فوجي في فقرة نويتامينا.
أُكّد أن سوف تُعرض 12 حلقة. أيضًا شركة أمازون نشرت السّلسلة في جميع أنحاء العالم عبر خدمتها أمازون فيديو.
| رقم الحلقة | العناوين العربية          | العناوين اليابانية | العناوين اليابانية | تاريخ العرض    |
| رقم الحلقة | العناوين العربية          | كانجي              | روماجي             | تاريخ العرض    |
| ---------- | ------------------------- | ------------------ | ------------------ | -------------- |
| 1          | صوت المطر                 | 雨音               | أماوتو             | 12 يناير 2018  |
| 2          | قطرات مطر على أوراق خضراء | 青葉雨             | أوبا امي           | 19 يناير 2018  |
| 3          | دموع المطر                | 雨雫               | امي شزوكو          | 26 يناير 2018  |
| 4          | مطر لطيف                  | 漫ろ雨             | سوزورو امي         | 02 فبراير 2018 |
| 5          | رائحة المطر               | 香雨               | موو                | 09 فبراير 2018 |
| 6          | مطر مرح                   | 沙雨               | سوو                | 16 فبراير 2018 |
| 7          | مطر غزير                  | 迅雨               | جينو               | 23 فبراير 2018 |
| 8          | مطر هادئ                  | 静雨               | سييو               | 02 مارس 2018   |
| 9          | مطر حزين                  | 愁雨               | شييو               | 09 مارس 2018   |
| 10         | مطر مفاجئ                 | 白雨               | هاكييو             | 16 مارس 2018   |
| 11         | مطر عابر                  | 叢雨               | سو                 | 23 مارس 2018   |
| 12         | بعد المطر                 | つゆのあとさき     | تسويو نو اتو سيكاي | 30 مارس 2018   |

## استقبال
المانغا كانت في المرتبة الرابعة في طبعة عام 2016 من دليل «مانغا كونو غا سوغوا!». ورُشّحت لجائزة «تايشو مانغا»  وحصلتْ حينئذٍ على المرتبة السابعة.

## روابط خارجية
- بعد المطر على موقع ANN manga (الإنجليزية)